# Eduard Feireisl
Eduard Feireisl (* 16. prosince 1957, Kladno) je český matematik, jenž se zaměřuje na matematickou analýzu, rovnice hydrodynamiky a teorii parciálních diferenciálních rovnic. Působí jako vědecký pracovník na oddělení evolučních diferenciálních rovnic Matematického ústavu AV ČR.

## Vzdělání a akademická činnost
V letech 1973–1977 studoval gymnázium v Novém Strašecí. Poté studoval matematickou analýzu na Matematicko-fyzikální fakultě Univerzity Karlovy v Praze, kde v roce 1982 získal titul doktora přírodních věd. Interní aspiranturu absolvoval v Matematickém ústavu Československé akademie věd v roce 1986. V průběhu 80. let pracoval jako odborný asistent na Katedře matematiky Fakulty strojní ČVUT v Praze. V roce 1989 absolvoval půlroční pobyt na univerzitě v Oxfordu. Doktorskou práci obhájil roku 1999 v Akademii věd ČR. V roce 2011 byl jmenován profesorem na Matematicko-fyzikální fakultě UK. Přednášel na univerzitách ve francouzském Besançonu a Nancy, v americkém Ohiu či v Mnichově. Člen Učené společnosti ČR od roku 2009. Je zahrnut do Stanfordského celosvětového přehledu 2% nejcitovanějších vědců (úhrnně za celou
kariéru).

## Projekty
Eduard Feireisl publikoval řadu výsledků v oblasti analýzy matematických modelů v mechanice stlačitelných tekutin. V roce 2012 obdržel od Evropské rady pro výzkum (ERC) grant na studium matematického modelování pohybu a výměny tepla v plynech. Podílí se na organizaci matematického života v České republice, kde se zasloužil o zřízení Nečasova centra pro matematické modelování, které vzniklo jako vědecké sdružení usilující o rozvoj základního a aplikovaného výzkumu a výchovu studentů magisterského a doktorského studia v aplikované matematice. Eduard Feireisl je laureátem Ceny Neuron za přínos světové vědě za rok 2015 - matematika a působí ve vědecké radě pro oblast matematiky v Nadačním fondu Neuron na podporu vědy.